# Cù lao Năng Gù
Cù lao Năng Gù là một cù lao thuộc xã Bình Thủy, huyện Châu Phú, tỉnh An Giang, Việt Nam. Cù lao là một trong những nơi được khai phá sớm ở An Giang (năm 1783) và lập nên thôn Bình Lâm, nay là Bình Thủy.

## Địa lý

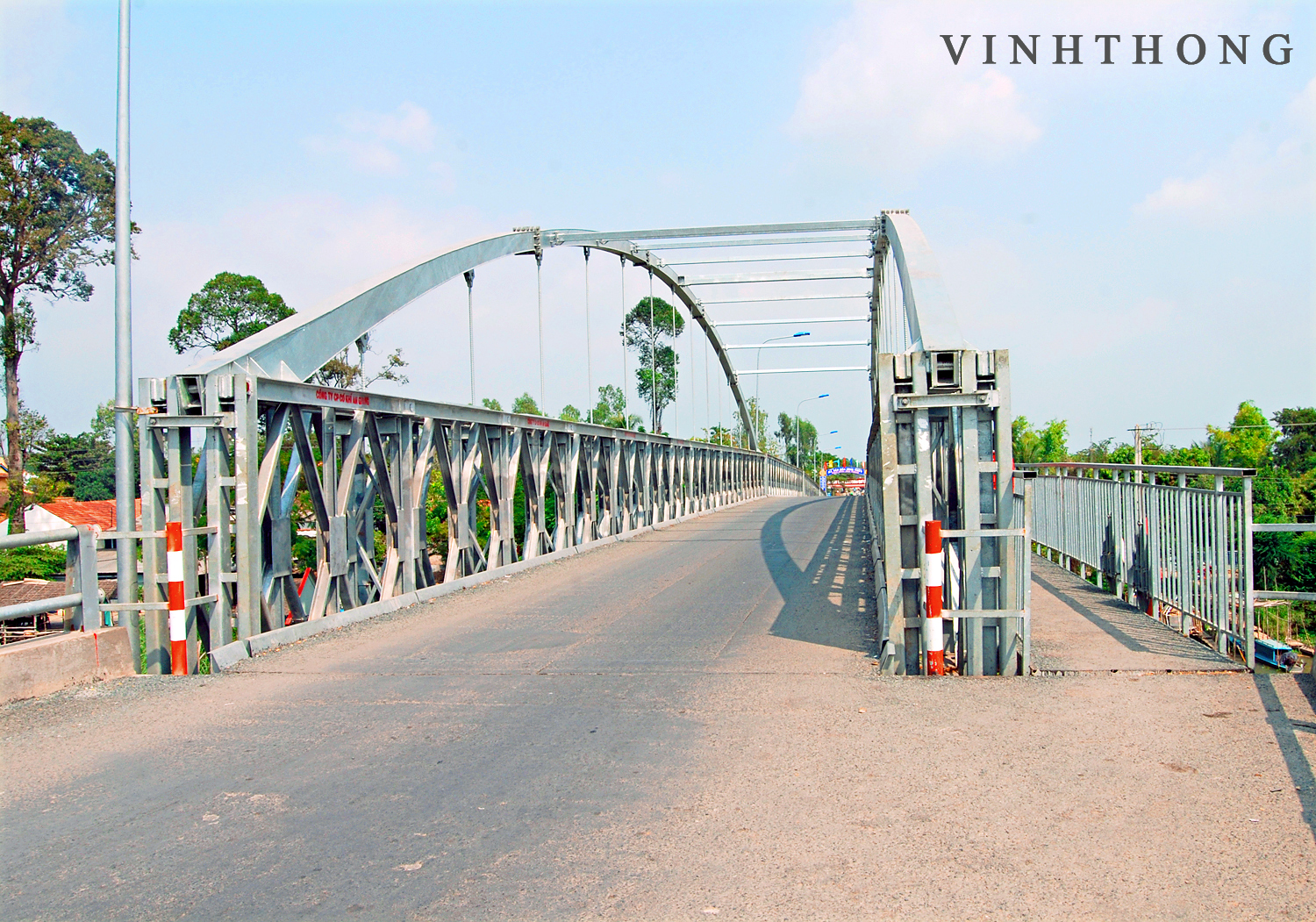
Cầu Bình Thủy (Châu Phú, An Giang)

Cù lao Năng Gù nằm trên sông Hậu, cách thành phố Long Xuyên khoảng 20 km, cách thành phố Châu Đốc khoảng 30 km. Diện tích hiện nay khoảng 16 km², dân số khoảng 18 ngàn người.
Cù lao có hai con rạch thiên nhiên chạy song song nhau, một con rạch nằm gần phía sông Hậu có tên là rạch Cát, một con rạch nằm phía xép Năng Gù có tên là rạch Chanh. Phần cuối rạch Chanh thông ra chỗ ngôi đình làng Bình Thủy, nằm khoảng giữa cù lao. Có một con kinh đào Đông Tây lớn được gọi là Kinh Đình Bình Thủy, do làng huy động dân đào khoảng năm 1945, kinh này có tác dụng cho dân chúng lưu thông từ xép Năng Gù qua Mỹ Hội Đông được thuận tiện hơn. Tuy nhiên, Kinh Đình Bình Thủy đã bị lấp vào năm 2013, chỉ còn chừa lại khoảng 1/4. Ngoài ra còn vài con rạch nhỏ, phát xuất từ giữa cù lao, thông ra rạch Chanh, chiều dài không đáng kể.
Trong thập niên 1980, do đất bị sạt lở, khiến diện tích cù lao Bình Thủy bị thu hẹp nhiều...

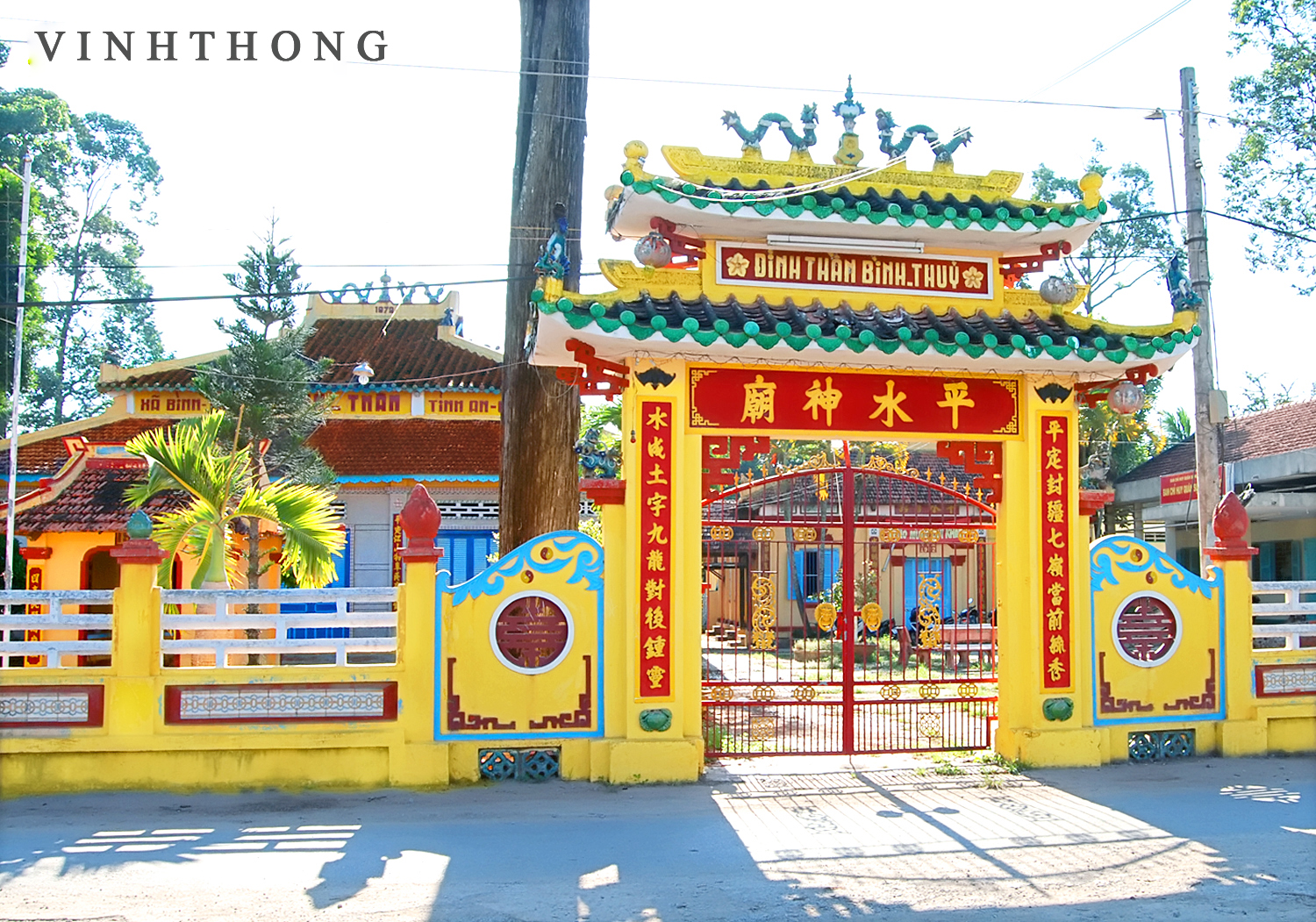
Đình thần Bình Thủy (Châu Phú, An Giang)

## Lịch sử
Cù lao Năng Gù được hình thành lâu đời, đến năm 1783 ông Dương Văn Hóa đến đây khai khẩn và lập nên thôn Bình Lâm. Dưới triều Minh Mạng, thôn Bình Lâm thuộc huyện Tây Xuyên, phủ Tuy Biên. Cù lao Năng Gù được ghi chép trong Đại Nam nhất thống chí (tập hạ), là cù lao có nhiều tre, trù phú nhờ nông, thủy sản.
Năm 1876, Pháp đổi tên thôn Bình Lâm đổi thành Bình Thủy thuộc tổng Định Thành Hạ, quận Châu Thành, tỉnh Long Xuyên.
Năm 1956, Bình Thủy thuộc huyện Châu Thành, tỉnh An Giang cho đến 1975. Làng Bình Thủy có 4 ấp, ba ấp nằm trên cù lao là: Bình Phú, Bình Hòa và Bình Thới; riêng ấp Bình An nằm bên kia xép Năng Gù tiếp giáp với các xã Bình Hòa (Mặc Cần Dưng), Cần Đăng (Hang Tra) và Bình Mỹ.
Năm 1979, Bình Thủy thuộc huyện Châu Phú. Ấp Bình An bên kia sông nhập với một phần xã Bình Hòa thành xã An Hòa thuộc huyện Châu Thành.
Ngày nay, xã Bình Thủy có 6 ấp đều nằm trên cù lao Năng Gù: Bình Phú, Bình Quý, Bình Thới, Bình Thiện, Bình Hòa, Bình Yên. 
Trước năm 2014 người dân cù lao xã Bình Thủy qua sông phải lụy đò. Ngày 19 tháng 1 năm 2014, cầu Xã Bình Thủy chính thức khánh thành nối liền Quốc lộ 91, cầu được thiết kế cầu thép do công ty cơ khí tỉnh An Giang thi công. Giai đoạn đầu khai thác, cầu Bình Thủy không có mái vòm, sau mới lắp thêm mái vòm để đảm bảo cầu chịu được tải trọng 8 tấn.  

## Văn hóa - xã hội
Trước 1975, về tín ngưỡng làng Bình Thủy có đạo Phật, đạo Hòa Hảo, đạo Tứ Ân, đạo Công Giáo và đạo Cao Đài. Phật giáo có 3 ngôi chùa, một ngôi chùa do làng cất nằm ở Rạch Cát, một ngôi chùa cách đình làng chừng 500m có tên là Bình Phước Tự, một ngôi chùa mới cất có tên là Kỳ Lâm Tự.
Cù lao Năng Gù có di tích Đình thần Bình Thủy cổ kính, là một công trình kiến trúc mang giá trị nghệ thuật độc đáo. Đại lễ Kỳ Yên ngày 9–10 tháng 5 âm lịch là lễ hội lớn nhất trong năm ở nơi đây, thu hút hàng ngàn lượt khách trong và ngoài địa phương tham dự. Lễ hội nổi tiếng với hội thi đua thuyền truyền thống, làm cho mùa lễ hội hằng năm thêm náo nhiệt. Bên cạnh đó, hoạt động hóa trang cổ vũ cho đua thuyền cũng không kém phần thu hút. Các thanh niên hóa trang giống như thổ dân, bôi lọ lên mình, trang trí người bằng lá cây... Họ cùng nhảy múa, ca hát trên những chiếc bè tự tạo với kiểu dáng giống lều trại, trang trí bắt mắt.
Là một cù lao nhỏ nhưng tồn tại rất nhiều căn nhà to đẹp trang trí kiểu Pháp, được xây dựng vào những năm 1930, như nhà cô giáo Lâm Thị Hương (con gái ông Lâm Văn Nguyện), nhà thầy Hai Phát (con ông Phan Hòa Huỡn), v.v... 

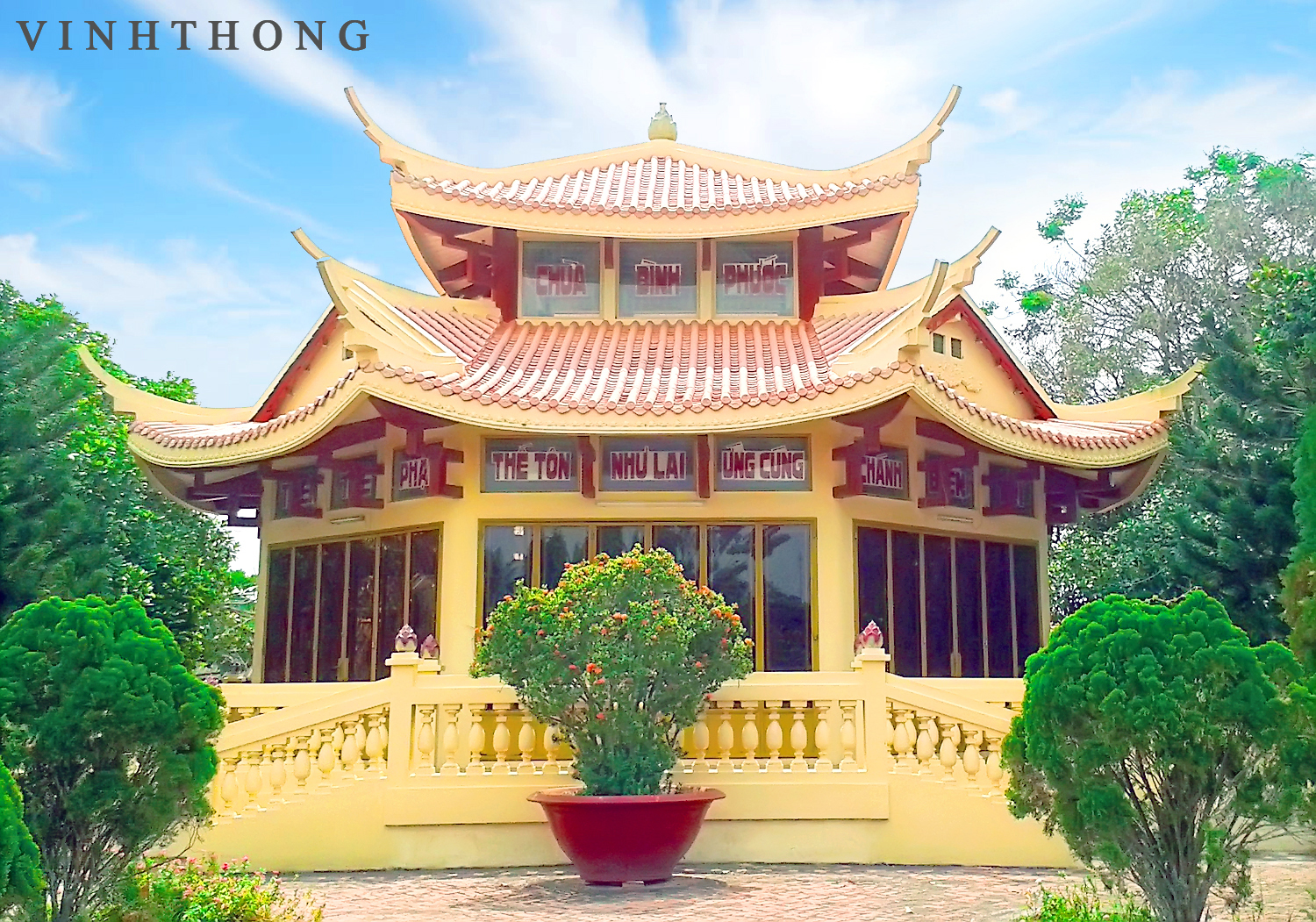
Chùa Bình Phước (Bình Thủy, Châu Phú, An Giang)

Dân làng Bình Thủy có tiếng về hiếu học và đã lập nghiệp thành công trên nhiều lĩnh vực. Một số báo chí gọi Bình Thủy là “Làng thạc sĩ” hay “Đất học” bởi xã cù lao này là quê hương của hàng chục thạc sĩ và khoảng 300 cử nhân. Bình Thủy là xã hiện có số tiến sĩ, thạc sĩ đứng đầu tỉnh An Giang.

Nhà cô giáo Lâm Thị Hương

## Nhân vật
Làng Bình Thủy có ông Dương Văn Hóa (? - 1818) là người đã có công khai phá và lập làng, nên được thờ làm Tiền hiền trong đình làng. Con cháu họ Dương lập Phủ thờ và cải táng mộ ông về nơi này. Bên ngoại của cựu Phó Tổng thống Nguyễn Ngọc Thơ thuộc họ Dương này.

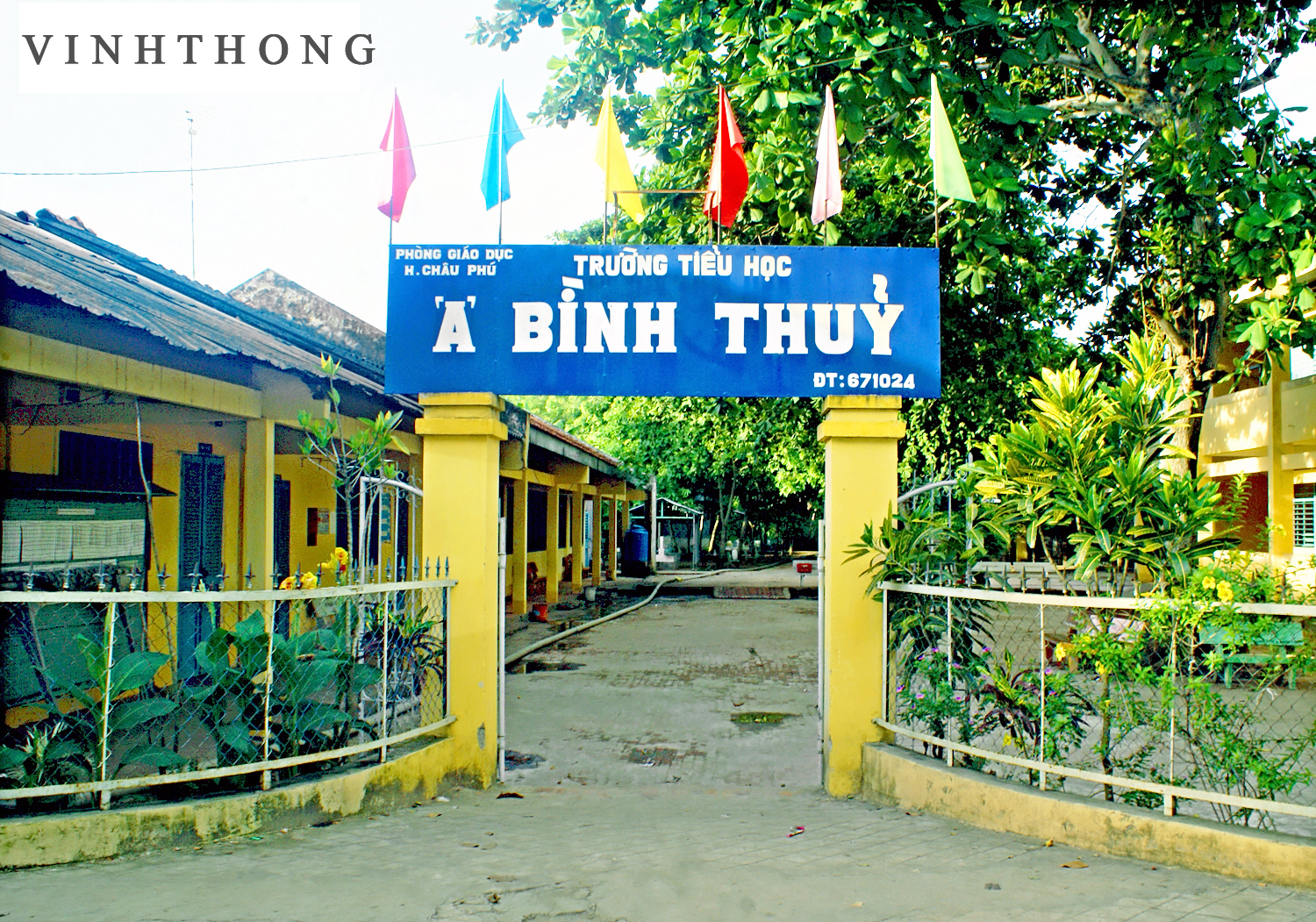
Trường TH A Bình Thủy (Châu Phú, An Giang) trước năm 2017

Trong làng có ông Nguyễn Hà Thanh (1840-1916) là một vị quan tri phủ xưa, không rõ ông trấn nhậm phủ nào trong tỉnh An Giang, khi hưu trí ông lui về ở phía trên đình làng chừng 800 m. Ông là một người mộ đạo Phật, nhân đức. Ông đã hiến cho làng một phần để xây cất trường học, đó là ngôi trường học đầu tiên của làng, nay là trường Tiểu học A Bình Thủy. Phía sau trường ông cũng dành một miếng đất làm nghĩa trang, để chôn cất những kẻ nghèo khó (phần mộ của ông Nguyễn Hà Thanh và con cháu được chôn cất phía sau Miếu Bà, gần trường học).
Ông Nguyễn Hoa Hẩu (1911-1995) là thầy giáo dạy trường làng Bình Thủy đầu tiên khi trường học mở lại sau chiến tranh 1945.